# Kritische Robert Walser-Ausgabe
Die Kritische Robert Walser-Ausgabe (KWA) ist eine seit 2008 erscheinende Ausgabe sämtlicher Drucke und Manuskripte Robert Walsers.

## Umfang
Die Ausgabe umfasst 6 Abteilungen mit rund 50 Bänden. Sie ist als kritische Hybrid-Ausgabe, d. h. als Verbindung von Buchausgabe und elektronischer Edition angelegt. Die KWA wird von Wolfram Groddeck und Barbara von Reibnitz herausgegeben und mit Unterstützung des Schweizerischen Nationalfonds (bis 2020) und der Schweizerischen Akademie der Geistes- und Sozialwissenschaften (seit 2021) an den Universitäten Zürich und Basel erarbeitet. Sie erscheint seit 2007 in den Verlagen Stroemfeld und Schwabe. Von den bisherigen Ausgaben Robert Walsers unterscheidet sich die KWA durch Vollständigkeit in Text und Textgenese sowie systematische Dokumentation der Materialität und der Medialität von Walsers schriftstellerischer Produktion.
In den Abteilungen I–III werden sämtliche Erstdrucke zu Lebzeiten herausgegeben; Abteilung I enthält die Buchpublikationen, in Abteilung II und III wird die publizistisch weit zerstreute Literatur der „kleinen Formen“, die den Großteil des veröffentlichten Werks bildet, nach den Erstveröffentlichungen in den verschiedenen Zeitschriften und Zeitungen ediert. Der zeitgenössische literarische und politische Kontext von Walsers Publikationen wird so erstmals systematisch aufgezeigt.
In den Abteilungen IV–VI werden sämtliche Handschriften faksimiliert und in Transkriptionen wiedergegeben, unter ihnen die Reinschriftmanuskripte der Romane, die Einzelmanuskripte und die sogenannten Mikrogramme, die bislang nur teilweise veröffentlicht worden sind.
Abteilung VII ist für Briefe von und an Robert Walser vorgesehen. Im Detail ist sie noch nicht abschließend geplant.
In der letzten Abteilung VIII wird durch Rezensionen und weitere Texte über Robert Walser die zeitgenössische Wirkung dokumentiert.
Die begleitende elektronische Edition macht die in der Buchausgabe edierten Texte digital zugänglich und verknüpft sie mit den Faksimiles der Erstdrucke bzw. Manuskripte und stellt die E-Books open access zur Verfügung. Sie enthält zudem ein Findbuch, das sämtliche Drucke und Manuskripte Robert Walsers nach Überschriften und Incipits verzeichnet.

## Bände
Die einzelnen Bände der KWA unterteilen sich wie folgt:

### Abt. I: Buchpublikationen
- I.1: Fritz Kocher’s Aufsätze. (Insel 1904) [erschienen 2010]
- I.2: Geschwister Tanner. (Bruno Cassirer 1907) [erschienen 2008]
- I.3: Der Gehülfe. (Bruno Cassirer 1908) [erschienen 2012]
- I.4: Jakob von Gunten. (Bruno Cassirer 1909) [erschienen 2013]
- I.5: Aufsätze (Kurt Wolff 1913) [erschienen 2020]
- I.6: Geschichten (Kurt Wolff 1914) [erschienen 2020]
- I.7: Kleine Dichtungen (Kurt Wolff 1914/1915) [erschienen 2022]
- I.8: Prosastücke (Rascher & Cie. 1917), Kleine Prosa (A. Francke 1917), Der Spaziergang. (Huber & Co.) 1917 [erschienen 2016]
- I.9: Poetenleben. (Huber & Co. 1918) [erschienen 2014]
- I.10: Gedichte (Bruno Cassirer 1909/1919), Die Gedichte (1919) Komödie (Bruno Cassirer 1919) [erschienen 2021]
- I.11: Seeland (Rascher & Cie. 1919) [erschienen 2018]
- I.12: Die Rose (Ernst Rowohlt 1925) [erschienen 2016]

### Abt. II: Drucke in Zeitschriften
- II.1: Die Neue Rundschau [erschienen 2017]
- II.2: Die Rheinlande / Deutsche Monatshefte
- II.3: Die Schaubühne / Die Weltbühne  [erschienen 2015]
- II.4: Drucke in verschiedenen Zeitschriften 1 (Die Ähre – Der Morgen)
- II.5: Drucke in verschiedenen Zeitschriften 2 (Der Nebelspalter – Schweizerland)
- II.6: Drucke in verschiedenen Zeitschriften 3 (Simplicissimus – Die Zukunft)

### Abt. III: Drucke in Zeitungen
- III.1: Berliner Tageblatt [erschienen 2013]
- III.2: Der Bund
- III.3: Neue Zürcher Zeitung [erschienen 2013]
- III.4: Prager Presse [erschienen 2018]
- III.5: Prager Tagblatt [erschienen 2024]
- III.6: Drucke in verschiedenen Zeitungen (Basler Nachrichten – Wiener Tag)

### Abt. IV: Werkmanuskripte
- IV.1: Geschwister Tanner [erschienen 2008]
- IV.2: Der Gehülfe  [erschienen 2012]
- IV.3: Seeland [erschienen 2018]

### Abt. V: Manuskripte zu kleineren Formen
- V.1: Berner Manuskripte
- V.2: Prager Manuskripte [erschienen 2018]
- V.3: Verstreute Bestände

### Abt. VI: Mikrogramme
- VI.1: Mikrogramme 1924/25 [erschienen 2016]
- VI.2: Mikrogramme 1925 [erschienen 2019]
- VI.3 Mikrogramme 1925 (II) [erschienen 2021]
- VI 4 Mikrogramme 1925/26
- VI.5 – 10: Mikrogramme

### Supplement 1
Rezeptionsdokumente 1898–1933 [erschienen 2021]

### Supplement 2
Rezeptionsdokumente 1934–1956

### Supplement 3: Findbuch
laufend aktualisiert bis Abschluss der Ausgabe

## Übersetzungen
- Robert Walser: L’Enfant du bonheur et autres proses pour Berlin. Traduit de l’allemand par Marion Graf, Postface de Peter Utz. Éditions Zoé 2015 (= KWA III.1 Drucke im Berliner Tageblatt), ISBN 978-2-88182-957-4.